# Tithaeus
Genre
Synonymes
- Sinis Loman, 1892 nec Heer 1862
- Sinniculus Loman, 1902
- Metatithaeus Suzuki, 1969

Tithaeus est un genre d'opilions laniatores de la famille des Tithaeidae.

## Distribution
Les espèces de ce genre se rencontrent en Asie du Sud-Est et en Chine.

## Liste des espèces
Selon World Catalogue of Opiliones (11/07/2021) :
- Tithaeus annandalei Roewer, 1927
- Tithaeus birmanicus Roewer, 1949
- Tithaeus borneensis Roewer, 1949
- Tithaeus calyptratus Zhang & Zhang, 2010
- Tithaeus cruciatus Roewer, 1927
- Tithaeus drac Lian, Zhu & Kury, 2008
- Tithaeus flavescens Banks, 1930
- Tithaeus fraseri Suzuki, 1972
- Tithaeus fuscus Roewer, 1949
- Tithaeus granulatus Banks, 1930
- Tithaeus indochinensis Roewer, 1927
- Tithaeus jacobsoni Roewer, 1923
- Tithaeus javanus Roewer, 1949
- Tithaeus johorensis Roewer, 1949
- Tithaeus kokutnus Suzuki, 1985
- Tithaeus krakatauensis Roewer, 1949
- Tithaeus laevigatus Thorell, 1890
- Tithaeus lesserti Roewer, 1949
- Tithaeus longipes Banks, 1930
- Tithaeus malakkanus Roewer, 1949
- Tithaeus metatarsalis Roewer, 1949
- Tithaeus minor Roewer, 1949
- Tithaeus nigripes Banks, 1930
- Tithaeus odysseus Schmidt & Sharma, 2019
- Tithaeus pumilio Roewer, 1949
- Tithaeus rotundus Suzuki, 1969
- Tithaeus rubidus (Suzuki, 1969)
- Tithaeus rudispina Roewer, 1936
- Tithaeus sarawakensis Roewer, 1912
- Tithaeus siamensis Roewer, 1949
- Tithaeus similis Suzuki, 1985
- Tithaeus tenuis Roewer, 1949
- Tithaeus timorensis Roewer, 1949
- Tithaeus trimaculatus Roewer, 1949
- Tithaeus vagus (Loman, 1892)
- Tithaeus watanabei Suzuki, 1969

## Publication originale
- Thorell, 1890 : « Aracnidi di Pinang raccolti nel 1889 dai signori L. Loria e L. Fea. » Annali del Museo Civico di Storia Naturale di Genova, sér. 2, vol. 10, p. 269-383 (texte intégral).